# سیارک ۲۵۵۴۹
سیارک ۲۵۵۴۹ (به انگلیسی: 25549 Jonsauer، نامگذاری:1999XZ167) بیست و پنج هزار و پانصد و چهل و نهمین سیارک کشف شده‌است که در ۱۰ دسامبر ۱۹۹۹ کشف شد.
قدر مطلق سیارک برابر ۱۲.۳ است.